# Halipteris willemoesi
Halipteris willemoesi is een Pennatulaceasoort uit de familie van de Halipteridae. De wetenschappelijke naam van de soort is voor het eerst geldig gepubliceerd in 1870 door Kölliker.